# Château de Grenelle
Château de Grenelle byl zámek na území dnešní Paříže v 15. obvodu. Rozkládal se v severozápadní části dnešního náměstí Place Dupleix, zámecký park se nacházel v prostoru Square Nicole-de-Hauteclocque. Zámek byl z větší části zničen při výbuchu prachovny v roce 1794.

## Historie
Zámek byl velkou farmou v majetku opatství Sainte-Geneviève na planině Grenelle. Planina Grenelle byla zemědělská půda na levém břehu řeky Seiny, daleko od města Paříže a vesnice Vaugirard. Spadala k farnosti Saint-Étienne-du-Mont. Zámecký statek Grenelle zahrnoval panský dům, kapli, stáje, stodolu a zemědělské přístavky v ohradě. S Paříží byl spojen stezkou na trase současné Rue de Grenelle. Zámek byl v průběhu 18. století rozšířen o francouzský park. Farma a její hospodářské budovy, oblast o rozloze 115 hektarů kolem současného náměstí Place Dupleix a na části současného Champ-de-Mars, byla 20. června 1751 postoupena opatstvím Sainte-Geneviève králi, který zde v roce 1753 nechal postavit Vojenskou školu a zajistil jí příjem z pozemků.
Pařížské hradby postavené v roce 1788 zámek obešly z jihu a zahrnuly severní část planiny Grenelle, jižní část od současných bulvárů Grenelle a Garibaldi byla připojena k obci Vaugirard vytvořené v roce 1790 a poté v roce 1830 k obci Grenelle.
Za Francouzské revoluce se stal zámek národním majetkem, byl pronajat soukromníkovi a poté přeměněn na továrnu na střelný prach. Prachovna explodovala 31. srpna 1794 a výbuch zámek velmi poškodil. Továrna na střelný prach byla obnovena a pokračovala ve výrobě, poté byla v roce 1820 přeměněna na vojenskou tělocvičnu. V původním zámeckém parku bylo umístěno cvičiště.
Tělocvična byla zrušena v roce 1838. Na troskách Château de Grenelle byla v letech 1852–1856 postavena vojenská kasárna, v nichž postupně sídlila jezdecká, dragounská a kyrysnická jednotka. V roce 1942 se stala výcvikovým střediskem pro pařížské hasiče. Od roku 1945 do demolice v roce 1989 v kasárnách sídlil 1. vlakový pluk.
Kasárna na náměstí Dupleix jsou jediné, jejíž budovy se dochovaly, se nachází na místě starého zámku. V prostoru zámeckého parku vznikly Square Nicole-de-Hauteclocque, Allée Marguerite-Yourcenar a Allée du Général-Denain.